# Érsekvadkert, Nógrád
Érsekvadkert  este un sat în districtul Balassagyarmat, județul Nógrád, Ungaria, având o populație de 3.733 de locuitori (2011). 

## Demografie
Componența etnică a satului Érsekvadkert
     Maghiari (94,1%)
     Romi (5,36%)
     Necunoscut (0,15%)
     Alții (0,39%)
Componența confesională a satului Érsekvadkert
     Romano-catolici (70,83%)
     Fără religie (3,32%)
     Reformați (1,42%)
     Luterani (1,1%)
     Necunoscută (23,04%)
     Alte religii (1,85%)
Conform recensământului din 2011, satul Érsekvadkert avea 3.733 de locuitori. Din punct de vedere etnic, majoritatea locuitorilor (94,1%) erau maghiari, cu o minoritate de romi (5,36%). Apartenența etnică nu este cunoscută în cazul a 0,15% din locuitori.  Din punct de vedere confesional, majoritatea locuitorilor (70,83%) erau romano-catolici, existând și minorități de persoane fără religie (3,32%), reformați (1,42%) și luterani (1,1%). Pentru 23,04% din locuitori nu este cunoscută apartenența confesională.